# Lakuntza
Lakuntza és un municipi de Navarra, a la comarca de Sakana, dins la merindad de Pamplona, a la vall d'Arakil.

## Demografia
| Evolució demogràfica                                | Evolució demogràfica | Evolució demogràfica | Evolució demogràfica | Evolució demogràfica | Evolució demogràfica | Evolució demogràfica | Evolució demogràfica | Evolució demogràfica | Evolució demogràfica | Evolució demogràfica |
| 1996                                                | 1998                 | 1999                 | 2000                 | 2001                 | 2002                 | 2003                 | 2004                 | 2005                 | 2006                 | 2007                 |
| --------------------------------------------------- | -------------------- | -------------------- | -------------------- | -------------------- | -------------------- | -------------------- | -------------------- | -------------------- | -------------------- | -------------------- |
| 1 003                                               | 1 007                | 984                  | 977                  | 1 002                | 1 015                | 1 049                | 1 091                | 1 103                | 1 103                | 1 130                |
| Fonts: Lakuntza i Institut d'Estadística de Navarra |                      |                      |                      |                      |                      |                      |                      |                      |                      |                      |